# Themeliotis procremna
Themeliotis procremna är en fjärilsart som beskrevs av Edward Meyrick 1931. Themeliotis procremna ingår i släktet Themeliotis och familjen säckspinnare. Inga underarter finns listade i Catalogue of Life.